# FIDE Grand Prix 2012-2013
Il FIDE Grand Prix 2012-2013 è stato un ciclo di sei tornei scacchistici organizzati dalla FIDE, validi come qualificazione al campionato del mondo 2014. È stato vinto da Veselin Topalov.
Vi hanno partecipato 18 giocatori, ognuno dei quali avrebbe dovuto competere in quattro dei sei tornei; la classifica finale è stabilita attraverso un sistema di punteggio basato sui piazzamenti ottenuti nei vari tornei. I primi due classificati del Grand Prix hanno guadagnato (Topalov e Şəhriyar Məmmədyarov) la qualificazione al Torneo dei Candidati che stabilirà lo sfidante del campione del mondo.

## Formato e regolamento
18 giocatori partecipano al Grand Prix; ogni torneo si svolge con la formula del girone all'italiana con 12 giocatori, in modo che ogni scacchista partecipi a quattro tornei.
La classifica del Grand Prix è determinata da punti basati su piazzamenti nei singoli tornei: 170 al vincitore, 140 al secondo classificato, 110 al terzo, 90 al quarto e in seguito scalando di 10 punti per ogni posizione; in caso di parità, i punti corrispondenti al piazzamento vengono divisi, senza considerare alcun sistema di spareggio. Al fine della classifica complessiva, vengono contati solamente i tre migliori risultati di ogni giocatori.
In caso di parità nella classifica totale, gli spareggi applicati sono, nell'ordine:
- risultato del quarto torneo;
- numero di punti ottenuti nei tre migliori tornei;
- numero di punti ottenuti nel quarto torneo;
- numero di vittorie;
- sorteggio.

I sei tornei si svolgeranno in sei località differenti:
- Londra, 20 settembre-3 ottobre 2012;
- Tashkent, 21 novembre-5 dicembre 2012;
- Zugo, 17 aprile-1º maggio 2013;
- Salonicco, 22 maggio-4 giugno 2013;
- Pechino, 3-17 luglio 2013;
- Parigi, 18 settembre-2 ottobre 2013.

Come il Grand Prix 2008-2010, anche in questa edizione vi sono stati diversi spostamenti di sede: il terzo torneo era infatti originariamente previsto a Lisbona, mentre il quarto a Madrid e il quinto a Berlino.
Il tempo di riflessione è di 120 minuti per le prime 40 mosse, 60 minuti per le successive 20 e 15 minuti per finire, con un incremento di 30 secondi a mossa a partire dalla sessantunesima. È vietato ai giocatori sia parlare tra di loro durante una partita, sia offrire patta all'avversario; quest'ultima può essere dichiarata solo dall'arbitro, su richiesta di uno dei giocatori, in caso di tripla ripetizione della posizione, applicabilità della regola delle cinquanta mosse oppure posizione teoricamente patta (materiale insufficiente o stallo).

### Qualificati
| Giocatore            | Nazione     | Metodo di qualificazione                                         |
| -------------------- | ----------- | ---------------------------------------------------------------- |
| Boris Gelfand        | Israele     | partecipante al campionato del mondo di scacchi 2012             |
| Pëtr Svidler         | Russia      | primi quattro classificati nella Coppa del Mondo di scacchi 2011 |
| Aleksandr Griščuk    | Russia      | primi quattro classificati nella Coppa del Mondo di scacchi 2011 |
| Vasyl' Ivančuk       | Ucraina     | primi quattro classificati nella Coppa del Mondo di scacchi 2011 |
| Ruslan Ponomarëv     | Ucraina     | primi quattro classificati nella Coppa del Mondo di scacchi 2011 |
| Sergej Karjakin      | Russia      | rating: media tra luglio 2011 e gennaio 2012                     |
| Veselin Topalov      | Bulgaria    | rating: media tra luglio 2011 e gennaio 2012                     |
| Hikaru Nakamura      | Stati Uniti | rating: media tra luglio 2011 e gennaio 2012                     |
| Teymur Rəcəbov       | Azerbaigian | rating: media tra luglio 2011 e gennaio 2012                     |
| Şəhriyar Məmmədyarov | Azerbaigian | rating: media tra luglio 2011 e gennaio 2012                     |
| Aleksandr Morozevič  | Russia      | nominati dall'organizzatore                                      |
| Wang Hao             | Cina        | nominati dall'organizzatore                                      |
| Péter Lékó           | Ungheria    | nominati dall'organizzatore                                      |
| Leinier Domínguez    | Cuba        | nominati dall'organizzatore                                      |
| Anish Giri           | Paesi Bassi | nominati dall'organizzatore                                      |
| Rustam Qosimdjonov   | Uzbekistan  | nominati dall'organizzatore                                      |
| Fabiano Caruana      | Italia      | nominato dal presidente FIDE                                     |
| Gata Kamskij         | Stati Uniti | sostituto di Vüqar Həşimov                                       |

Il campione del mondo Viswanathan Anand e i primi tre giocatori nella lista Elo (Magnus Carlsen, Lewon Aronyan e Vladimir Kramnik) hanno rifiutato la partecipazione. Qədir Hüseynov era originariamente previsto tra i partecipanti ma, per motivi di salute, è stato costretto a saltare il torneo di Tashkent, dove è stato sostituito da Gata Kamskij; con il torneo di Zugo, la sostituzione è diventata definitiva.
Per il torneo di Londra, Pëtr Svidler è stato sostituito da Michael Adams, mentre Teymur Rəcəbov è stato sostituito da Étienne Bacrot nel torneo di Salonicco e da Wang Yue nel torneo di Pechino. Nel torneo di Parigi, Svidler, Karjakin e Radjabov saranno sostituiti da Laurent Fressinet, Étienne Bacrot e Evgenij Tomaševskij.

## Risultati
Tra parentesi è indicato il risultato peggiore, che non conta ai fini della classifica finale; il punteggio riportato in grassetto indica la vittoria nel torneo corrispondente.
| Giocatore            | Elo  | Londra | Tashkent | Zugo | Salonicco | Pechino | Parigi | Totale |
| -------------------- | ---- | ------ | -------- | ---- | --------- | ------- | ------ | ------ |
| Veselin Topalov      | 2752 | 140    | —        | 170  | (45)      | 100     | —      | 410    |
| Şəhriyar Məmmədyarov | 2729 | 140    | 80       | (20) | —         | 170     | —      | 390    |
| Fabiano Caruana      | 2773 | —      | (80)     | 100  | 125       | —       | 155    | 380    |
| Boris Gelfand        | 2738 | 140    | (30)     | —    | —         | 30      | 155    | 325    |
| Aleksandr Griščuk    | 2763 | 90     | —        | —    | 85        | 140     | (75)   | 315    |
| Hikaru Nakamura      | 2778 | (15)   | —        | 140  | 60        | —       | 100    | 300    |
| Aleksandr Morozevič  | 2770 | —      | 140      | 75   | (25)      | 65      | —      | 280    |
| Leinier Domínguez    | 2725 | 35     | (20)     | —    | 170       | —       | 75     | 280    |
| Wang Hao             | 2726 | 70     | 140      | —    | —         | (30)    | 45     | 255    |
| Sergej Karjakin      | 2785 | —      | 140      | 50   | —         | 65      | —      | 255    |
| Ruslan Ponomarëv     | 2734 | —      | 50       | 100  | 85        | —       | (45)   | 235    |
| Péter Lékó           | 2737 | 80     | (50)     | 50   | —         | 100     | —      | 230    |
| Rustam Qosimdjonov   | 2746 | —      | (10)     | 75   | 125       | 10      | —      | 210    |
| Rustam Qosimdjonov   | 2684 | 35     | 80       | (20) | 70        | —       | —      | 185    |
| Vasyl' Ivančuk       | 2769 | 55     | —        | —    | (10)      | 30      | 45     | 130    |
| Anish Giri           | 2711 | 15     | —        | 50   | —         | 65      | (10)   | 130    |
| Pëtr Svidler         | 2749 | —      | 50       | —    | 45        | —       | —      | 95     |
| Teymur Rəcəbov       | 2788 | —      | —        | 20   | —         | —       | —      | 20     |
| Étienne Bacrot       | 2713 | —      | —        | —    | 25        | —       | 100    | 125    |
| Wang Yue             | 2685 | —      | —        | —    | —         | 65      | —      | 65     |
| Michael Adams        | 2722 | 55     | —        | —    | —         | —       | —      | 55     |
| Evgenij Tomaševskij  | 2730 | —      | —        | —    | —         | —       | 45     | 45     |
| Laurent Fressinet    | 2714 | —      | —        | —    | —         | —       | 20     | 20     |

### Londra
Il torneo di Londra è stato disputato dal 20 settembre al 3 ottobre 2012. È stato di categoria XX (media Elo 2739).
| Pos.  | Giocatore            | Elo  | 1 | 2 | 3 | 4 | 5 | 6 | 7 | 8 | 9 | 10 | 11 | 12 | Tot. | Punti GP |
| ----- | -------------------- | ---- | - | - | - | - | - | - | - | - | - | -- | -- | -- | ---- | -------- |
| 1-3   | Veselin Topalov      | 2752 | - | ½ | ½ | ½ | ½ | ½ | ½ | 1 | ½ | 1  | 1  | ½  | 7    | 140      |
| 1-3   | Boris Gelfand        | 2738 | ½ | - | ½ | 0 | ½ | 1 | 1 | ½ | 1 | ½  | ½  | 1  | 7    | 140      |
| 1-3   | Şəhriyar Məmmədyarov | 2729 | ½ | ½ | - | 0 | ½ | ½ | ½ | ½ | 1 | 1  | 1  | 1  | 7    | 140      |
| 4     | Aleksandr Griščuk    | 2754 | ½ | 1 | 1 | - | ½ | ½ | ½ | ½ | ½ | ½  | ½  | ½  | 6,5  | 90       |
| 5     | Péter Lékó           | 2737 | ½ | ½ | ½ | ½ | - | ½ | ½ | 1 | ½ | ½  | ½  | ½  | 6    | 80       |
| 6     | Wang Hao             | 2742 | ½ | 0 | ½ | ½ | ½ | - | ½ | ½ | ½ | ½  | ½  | 1  | 5,5  | 70       |
| 7-8   | Michael Adams        | 2722 | ½ | 0 | ½ | ½ | ½ | ½ | - | ½ | ½ | 0  | ½  | 1  | 5    | 55       |
| 7-8   | Vasyl' Ivančuk       | 2769 | 0 | ½ | ½ | 0 | ½ | ½ | ½ | - | ½ | ½  | ½  | 1  | 5    | 55       |
| 9-10  | Rustam Qosimdjonov   | 2684 | ½ | 0 | 0 | ½ | ½ | ½ | 1 | ½ | - | ½  | ½  | 0  | 4,5  | 35       |
| 9-10  | Leinier Domínguez    | 2725 | 0 | ½ | 0 | ½ | ½ | ½ | ½ | ½ | ½ | -  | ½  | ½  | 4,5  | 35       |
| 11-12 | Anish Giri           | 2730 | 0 | ½ | 0 | ½ | ½ | ½ | ½ | ½ | ½ | ½  | -  | 0  | 4    | 15       |
| 11-12 | Hikaru Nakamura      | 2783 | ½ | 0 | 0 | ½ | ½ | 0 | 0 | 0 | 1 | ½  | 1  | -  | 4    | 15       |

### Tashkent
Il torneo di Tashkent è stato disputato dal 22 novembre al 4 dicembre 2012. È stato di categoria XX (media Elo 2747).
| Pos. | Giocatore            | Elo  | 1 | 2 | 3 | 4 | 5 | 6 | 7 | 8 | 9 | 10 | 11 | 12 | Tot. | Punti GP |
| ---- | -------------------- | ---- | - | - | - | - | - | - | - | - | - | -- | -- | -- | ---- | -------- |
| 1-3  | Aleksandr Morozevič  | 2748 | - | 0 | ½ | 1 | ½ | ½ | 0 | ½ | 1 | ½  | 1  | 1  | 6,5  | 140      |
| 1-3  | Sergej Karjakin      | 2775 | 1 | - | ½ | ½ | 0 | ½ | 1 | ½ | ½ | ½  | 1  | ½  | 6,5  | 140      |
| 1-3  | Wang Hao             | 2737 | ½ | ½ | - | 1 | 1 | 0 | ½ | ½ | ½ | ½  | ½  | 1  | 6,5  | 140      |
| 4-6  | Fabiano Caruana      | 2786 | 0 | ½ | 0 | - | ½ | ½ | ½ | ½ | ½ | 1  | 1  | 1  | 6    | 80       |
| 4-6  | Şəhriyar Məmmədyarov | 2764 | ½ | 1 | 0 | ½ | - | ½ | ½ | 1 | ½ | ½  | ½  | ½  | 6    | 80       |
| 4-6  | Rustam Qosimdjonov   | 2696 | ½ | ½ | 1 | ½ | ½ | - | ½ | ½ | ½ | ½  | ½  | ½  | 6    | 80       |
| 7-9  | Ruslan Ponomarëv     | 2741 | 1 | 0 | ½ | ½ | ½ | ½ | - | 0 | ½ | ½  | 1  | ½  | 5,5  | 50       |
| 7-9  | Pëtr Svidler         | 2747 | ½ | ½ | ½ | ½ | 0 | ½ | 1 | - | ½ | ½  | ½  | ½  | 5,5  | 50       |
| 7-9  | Péter Lékó           | 2732 | 0 | ½ | ½ | ½ | ½ | ½ | ½ | ½ | - | ½  | ½  | 1  | 5,5  | 50       |
| 10   | Boris Gelfand        | 2751 | ½ | ½ | ½ | 0 | ½ | ½ | ½ | ½ | ½ | -  | ½  | 0  | 4,5  | 30       |
| 11   | Leinier Domínguez    | 2726 | 0 | 0 | ½ | 0 | ½ | ½ | 0 | ½ | ½ | ½  | -  | 1  | 4    | 20       |
| 12   | Gata Kamskij         | 2762 | 0 | ½ | 0 | 0 | ½ | ½ | ½ | ½ | 0 | 1  | 0  | -  | 3,5  | 10       |

### Zugo
Il torneo di Zugo è stato disputato dal 17 al 30 aprile 2013. È stato di categoria XXI (media Elo 2756).
| Pos.  | Giocatore            | Elo  | 1 | 2 | 3 | 4 | 5 | 6 | 7 | 8 | 9 | 10 | 11 | 12 | Tot. | Punti GP |
| ----- | -------------------- | ---- | - | - | - | - | - | - | - | - | - | -- | -- | -- | ---- | -------- |
| 1     | Veselin Topalov      | 2771 | - | 1 | ½ | 1 | ½ | 1 | 1 | ½ | 1 | ½  | ½  | ½  | 8    | 170      |
| 2     | Hikaru Nakamura      | 2767 | 0 | - | ½ | ½ | ½ | 1 | ½ | ½ | ½ | ½  | 1  | 1  | 6,5  | 140      |
| 3-4   | Ruslan Ponomarëv     | 2733 | ½ | ½ | - | 1 | 1 | ½ | ½ | ½ | ½ | 0  | ½  | ½  | 6    | 100      |
| 3-4   | Fabiano Caruana      | 2772 | 0 | ½ | 0 | - | 1 | ½ | ½ | ½ | ½ | 1  | 1  | ½  | 6    | 100      |
| 5-6   | Gata Kamskij         | 2741 | ½ | ½ | 0 | 0 | - | 1 | 1 | ½ | ½ | 1  | 0  | ½  | 5,5  | 75       |
| 5-6   | Aleksandr Morozevič  | 2758 | 0 | 0 | ½ | ½ | 0 | - | ½ | 1 | ½ | 1  | 1  | ½  | 5,5  | 75       |
| 7-9   | Sergej Karjakin      | 2786 | 0 | ½ | ½ | ½ | 0 | ½ | - | ½ | ½ | ½  | ½  | 1  | 5    | 50       |
| 7-9   | Anish Giri           | 2727 | ½ | ½ | ½ | ½ | ½ | 0 | ½ | - | ½ | ½  | ½  | ½  | 5    | 50       |
| 7-9   | Péter Lékó           | 2744 | 0 | ½ | ½ | ½ | ½ | ½ | ½ | ½ | - | ½  | ½  | ½  | 5    | 50       |
| 10-12 | Teymur Rəcəbov       | 2793 | ½ | ½ | 1 | 0 | 0 | 0 | ½ | ½ | ½ | -  | ½  | ½  | 4,5  | 20       |
| 10-12 | Rustam Qosimdjonov   | 2709 | ½ | 0 | ½ | 0 | 1 | 0 | ½ | ½ | ½ | ½  | -  | ½  | 4,5  | 20       |
| 10-12 | Şəhriyar Məmmədyarov | 2766 | ½ | 0 | ½ | ½ | ½ | ½ | 0 | ½ | ½ | ½  | ½  | -  | 4,5  | 20       |

### Salonicco
Il torneo di Salonicco è stato disputato dal 22 maggio al 3 giugno 2013. È stato di categoria XXI (media Elo 2753).
| Pos.  | Giocatore           | Elo  | 1 | 2 | 3 | 4 | 5 | 6 | 7 | 8 | 9 | 10 | 11 | 12 | Tot. | Punti GP |
| ----- | ------------------- | ---- | - | - | - | - | - | - | - | - | - | -- | -- | -- | ---- | -------- |
| 1     | Leinier Domínguez   | 2723 | - | 1 | 0 | ½ | ½ | 1 | ½ | 1 | 1 | ½  | 1  | 1  | 8    | 170      |
| 2-3   | Fabiano Caruana     | 2774 | 0 | - | 1 | ½ | ½ | ½ | ½ | 1 | ½ | 1  | 1  | 1  | 7,5  | 125      |
| 2-3   | Gata Kamskij        | 2741 | 1 | 0 | - | ½ | ½ | 1 | 1 | ½ | 1 | ½  | 1  | ½  | 7,5  | 125      |
| 4-5   | Ruslan Ponomarëv    | 2742 | ½ | ½ | ½ | - | ½ | 0 | ½ | ½ | ½ | 1  | ½  | 1  | 6    | 85       |
| 4-5   | Aleksandr Griščuk   | 2779 | ½ | ½ | ½ | ½ | - | ½ | 1 | ½ | ½ | ½  | ½  | ½  | 6    | 85       |
| 6     | Rustam Qosimdjonov  | 2699 | 0 | ½ | 0 | 1 | ½ | - | 1 | ½ | ½ | ½  | ½  | ½  | 5,5  | 70       |
| 7     | Hikaru Nakamura     | 2775 | ½ | ½ | 0 | ½ | 0 | 0 | - | 1 | 1 | ½  | ½  | ½  | 5    | 60       |
| 8-9   | Veselin Topalov     | 2793 | 0 | 0 | ½ | ½ | ½ | ½ | 0 | - | ½ | 0  | 1  | 1  | 4,5  | 45       |
| 8-9   | Pëtr Svidler        | 2769 | 0 | ½ | 0 | ½ | ½ | ½ | 0 | ½ | - | 1  | 0  | 1  | 4,5  | 45       |
| 10-11 | Étienne Bacrot      | 2725 | ½ | 0 | ½ | 0 | ½ | ½ | ½ | 1 | 0 | -  | ½  | 0  | 4    | 25       |
| 10-11 | Aleksandr Morozevič | 2760 | 0 | 0 | 0 | ½ | ½ | ½ | ½ | 0 | 1 | ½  | -  | ½  | 4    | 25       |
| 12    | Vasyl' Ivančuk      | 2755 | 0 | 0 | ½ | 0 | ½ | ½ | ½ | 0 | 0 | 1  | ½  | -  | 3,5  | 10       |

### Pechino
Il torneo di Pechino è stato disputato dal 4 al 17 luglio 2013. È stato di categoria XXI (media Elo 2751).
| Pos. | Giocatore            | Elo  | 1 | 2 | 3 | 4 | 5 | 6 | 7 | 8 | 9 | 10 | 11 | 12 | Tot. | Punti GP |
| ---- | -------------------- | ---- | - | - | - | - | - | - | - | - | - | -- | -- | -- | ---- | -------- |
| 1    | Şəhriyar Məmmədyarov | 2761 | - | 0 | 1 | ½ | 1 | ½ | 0 | 1 | ½ | 1  | 1  | ½  | 7    | 170      |
| 2    | Aleksandr Griščuk    | 2780 | 1 | - | ½ | ½ | ½ | 1 | ½ | ½ | 0 | ½  | ½  | 1  | 6,5  | 140      |
| 3    | Veselin Topalov      | 2767 | 0 | ½ | - | ½ | 1 | ½ | 1 | 0 | 1 | ½  | ½  | ½  | 6    | 100      |
| 3    | Péter Lékó           | 2737 | ½ | ½ | ½ | - | 1 | ½ | ½ | ½ | ½ | ½  | ½  | ½  | 6    | 100      |
| 5    | Sergej Karjakin      | 2776 | 0 | ½ | 0 | 0 | - | ½ | 1 | 1 | ½ | 1  | ½  | ½  | 5,5  | 65       |
| 5    | Wang Yue             | 2705 | ½ | 0 | ½ | ½ | ½ | - | ½ | ½ | ½ | 1  | 0  | 1  | 5,5  | 65       |
| 5    | Aleksandr Morozevič  | 2736 | 1 | ½ | 0 | ½ | 0 | ½ | - | ½ | 1 | ½  | 0  | 1  | 5,5  | 65       |
| 5    | Anish Giri           | 2734 | 0 | ½ | 1 | ½ | 0 | ½ | ½ | - | 1 | 0  | ½  | 1  | 5,5  | 65       |
| 9    | Boris Gelfand        | 2773 | ½ | 1 | 0 | ½ | ½ | ½ | 0 | 0 | - | ½  | 1  | ½  | 5    | 30       |
| 9    | Wang Hao             | 2752 | 0 | ½ | ½ | ½ | 0 | 0 | ½ | 1 | ½ | -  | ½  | 1  | 5    | 30       |
| 9    | Vasyl' Ivančuk       | 2733 | 0 | ½ | ½ | ½ | ½ | 1 | 1 | ½ | 0 | ½  | -  | 0  | 5    | 30       |
| 12   | Gata Kamskij         | 2763 | ½ | 0 | ½ | ½ | ½ | 0 | 0 | 0 | ½ | 0  | 1  | -  | 3,5  | 10       |

### Parigi
Il torneo di Parigi è stato disputato dal 22 settembre al 4 ottobre 2013. È stato di categoria XX (media Elo 2746).
| Pos. | Giocatore           | Elo  | 1 | 2 | 3 | 4 | 5 | 6 | 7 | 8 | 9 | 10 | 11 | 12 | Tot. | Punti GP |
| ---- | ------------------- | ---- | - | - | - | - | - | - | - | - | - | -- | -- | -- | ---- | -------- |
| 1-2  | Fabiano Caruana     | 2779 | - | 1 | 0 | ½ | ½ | ½ | 1 | ½ | 1 | ½  | 1  | ½  | 7    | 155      |
| 1-2  | Boris Gelfand       | 2764 | 0 | - | 1 | ½ | 1 | 1 | ½ | ½ | ½ | ½  | ½  | 1  | 7    | 155      |
| 3-4  | Hikaru Nakamura     | 2772 | 1 | 0 | - | 1 | ½ | ½ | 1 | ½ | ½ | ½  | ½  | ½  | 6,5  | 100      |
| 3-4  | Étienne Bacrot      | 2723 | ½ | ½ | 0 | - | ½ | ½ | ½ | 1 | ½ | ½  | 1  | 1  | 6,5  | 100      |
| 5-6  | Aleksandr Griščuk   | 2785 | ½ | 0 | ½ | ½ | - | ½ | 1 | ½ | ½ | ½  | 0  | 1  | 5,5  | 75       |
| 5-6  | Leinier Domínguez   | 2757 | ½ | 0 | ½ | ½ | ½ | - | ½ | ½ | ½ | ½  | ½  | 1  | 5,5  | 75       |
| 7-10 | Vasyl' Ivančuk      | 2731 | 0 | ½ | 0 | ½ | 0 | ½ | - | ½ | ½ | 1  | 1  | ½  | 5    | 45       |
| 7-10 | Ruslan Ponomarëv    | 2756 | ½ | ½ | ½ | 0 | ½ | ½ | ½ | - | ½ | ½  | ½  | ½  | 5    | 45       |
| 7-10 | Evgenij Tomaševskij | 2703 | 0 | ½ | ½ | ½ | ½ | ½ | ½ | ½ | - | ½  | ½  | ½  | 5    | 45       |
| 7-10 | Wang Hao            | 2736 | ½ | ½ | ½ | ½ | ½ | ½ | 0 | ½ | ½ | -  | ½  | ½  | 5    | 45       |
| 11   | Laurent Fressinet   | 2708 | 0 | ½ | ½ | 0 | 1 | ½ | 0 | ½ | ½ | ½  | -  | ½  | 4,5  | 20       |
| 12   | Anish Giri          | 2737 | ½ | 0 | ½ | 0 | 0 | 0 | ½ | ½ | ½ | ½  | ½  | -  | 3,5  | 10       |